# Губаржевський Ігор Володимирович
Губарже́вський Ігор Володимирович (30 травня 1905, с. Дерешова, нині Мурованокуриловецького району Вінницької області — 5 листопада 1970, Нью-Йорк, похований у містечку Лінден, штат Нью-Джерсі, США) — мовознавець, церковний діяч.

## Біографія
Закінчив Подільську духовну семінарію (1917) та історико-філософський факультет Київського ІНО (1930). Від 1933 — науковий співробітник, згодом — керівник відділу діалектології Інституту мовознавства ВУАН; водночас від 1938 — професор, декан кафедри української мови і літератури Київського педагогічного інституту. 1941 прийняв сан священника, служив настоятелем у смт Чоповичі Малинського району Житомирської області 1943 виїхав до Німеччини, 1945—1948 — настоятель української православної парафії у таборі для переміщених осіб в м. Гайденау, де також очолював відділ української мови і літератури в Університеті. Від 1948 — голова Центральної Ради (згодом Генерального церковного управління) УАПЦ у Великій Британії (Лондон), де заснував низку парафій і видавництво, у якому виходив журнал  «Хрест і тризуб». Співпрацював з Українським дослідним інститутом у Мюнхені. 1950 через суперечності з митрополитом Полікарпом (Сікорським) позбавлений духовного сану. Від 1960 — у США, служив у парафіях УАПЦ в Нью-Йорку, Трентоні, Філадельфії (митрофорний протоієрей, протопресвітер). Був професором Інституту Східної і Центральної Європи Колумбійського університету (Нью-Йорк), викладав давню українську літературу, українську та російську мови. У Нью-Йорку створив видавництво, де виходив журнал «Наша Батьківщина». Автор праць з мовознавства, діалектології, граматики української мови, з української літератури. Співукладач «Російсько-українського словника» (Київ, 1937).

## Бібліотека та архів
У 2011 році Ярослава Француженко-Губаржевська, донька І. Губаржевського, подарувала бібліотечно-архівну колекцію І. Губаржевського Науковій бібліотеці Національного університету «Києво-Могилянська академія». Бібліотечна колекція у НаУКМА нараховує 1714 примірників і 672 назви книг і періодичних видань. Наприкінці 2010 р. Я. Француженко-Губаржевська також передала частину архіву І. Губаржевського до Державного архіву Вінницької області, де створено його особовий фонд..

## Праці
- Активні дієприкметники на -чий в українській літературній мові // Мовознавство. 1936. № 9;
- Діалектологічні спостереження над мовою с. Паланки Тульчинського району Вінницької області // Там само. 1938. № 13—14;
- Про лексику творів Т. Г. Шевченка // Там само. 1940. № 15—16;
- Світоглядний контур Івана Багряного крізь призму його роману «Маруся Богуславка» // Молода Україна. Торонто. 1965. Ч. 122;
- Основи українського православ’я. Чикаґо, 1970.